# ایان گلدر
ایان گلدر (انگلیسی: Ian Gelder؛ زاده ۳ ژوئن ۱۹۴۹ - درگذشتهٔ ۶ مهٔ ۲۰۲۴) هنرپیشه اهل بریتانیا بود.